# Saison 1 de Motive
Chronologie
Saison 2
Cet article présente les épisodes de la première saison de la série télévisée canadienne Motive.

## Synopsis
Angie Flynn est une mère célibataire qui fait partie de la brigade criminelle de la police de Vancouver. La particularité de cette série réside dans le fait que l'on connait dès le début les assassins et les victimes. Donc même si les enquêtes sont traditionnelles, c'est le mobile du crime que l'on découvre au fur et à mesure de l'épisode, notamment à travers des flashbacks qui nous éclairent sur la vie et les motivations des protagonistes.

## Distribution

### Acteurs principaux
- Kristin Lehman (VF : Dominique Vallée) : détective Angela « Angie » Flynn
- Louis Ferreira (VF : Marc Saez) : détective Oscar Vega
- Lauren Holly (VF : Élisabeth Wiener) : Dr Betty Rogers
- Roger Cross (VF : Daniel Lobé) : sergent Boyd Bloom
- Brendan Penny (VF : Thomas Roditi) : détective Brian Lucas

### Acteurs récurrents
- Cameron Bright (VF : Stanislas Forlani) : Manny Flynn, fils d'Angie

### Invités
- Joey McIntyre (VF : Damien Boisseau) : Glen Martin, professeur de sciences (épisode 1)
- Siobhan Williams : Tiffany Greenwood (épisode 2)
- Noam Jenkins : David Jacobs (épisode 2)
- Katharine Isabelle : Leanne (épisode 3)
- Liane Balaban : Sarah Muller (épisode 4)
- Molly Parker : Chloe Mighten (épisode 5)
- Camille Sullivan : Lila Bergin (épisode 5)
- Aidan Devine : Barry Ketchum (épisode 6)
- Tammy Gillis : Claudia Reid (épisode 6)
- David Julian Hirsh : Eric Chase (épisode 6)

## Liste des épisodes

### Épisode 1:Mort d'un prof
- Canada : 3 février 2013 sur CTV
- France : 6 août 2018 sur France 2

- Canada : 1,23 million de téléspectateurs[1],[2] (première diffusion)
- France : 2,58 millions de téléspectateurs

- Tyler Johnston (Tom Caron)
- Joey McIntyre (Glenn Martin)
- Shauna Johannesen (Linda Martin)
- Iain Belcher (Willie Schubert)
- Eva Allan (Kristi)
- John Emmet Tracy (Tom's dad)
- Johannah Newmarch (Tom's mom)
- Ali Skovbye (Lulu Caron)
- Allie Bertram (Crystal)
- Travis Nelson (stoner)
- Zack Lavoie (stoner #2)
- Cole Matthews (Arman Pozner)
- Michael David Stewart (band member)
- James Kot (officer #1)
- Michael Sangha (officer #2)
- Roger Haskett (attorney)
- Paula Burrows (redhead)

- La victime est Glenn Martin (Joey McIntyre), un prof de chimie au lycée.
- Le tueur est Tom Caron (Tyler Johnston), un lycéen de 16 ans.

### Épisode 2:Délit de fuite
- Canada : 10 février 2013 sur CTV
- France : 6 août 2018 sur France 2

- Canada : 0,81 million de téléspectateurs[3] (première diffusion)
- France : 2,33 millions de téléspectateurs

- Patricia Isaac (Donna Rivers)
- Noam Jenkins (David Jacobs)
- Siobhan Williams (Tiffany Greenwood)
- Christine Chatelain (Grace Jacobs)
- Anthony Konechny (Kevin West)
- Brittney Wilson (Lauren)
- Cameron McDonald (Carson Greenwood)
- Tracy Trueman (Rose Greenwood)
- Jenna Berman (prostitute)
- Lane Edwards (Marshall Wallace)
- Scott Patey (night shift diener)

- La victime est Tiffany Greenwood (Siobhan Williams), une lycéenne de 17 ans.
- Le tueur est David Jacobs (Noam Jenkins), un candidat pour l'élection du poste de maire.

### Épisode 3:Monsieur tout-le-monde
- Canada : 17 février 2013 sur CTV
- France : 6 août 2018 sur France 2

- Canada : 1,01 million de téléspectateurs[4],[5]

- Scott Michael Campbell (Ben Crewson)
- Katharine Isabelle (Liane Heatley)
- Greyston Holt (Scott Hayward)
- Rondel Reynoldson (Officer Rafalski)
- Vincent Gale (Randy Spreg)
- Paul Moniz De Sa (Savio Lomez)
- Richard Ian Cox (Braunbek)
- Gerry Rousseau (Gordon the driver)
- Serge Houde (Customs Supervisor De Angelo)
- James Neate (Kenny the cook)
- David Hovan (building super)
- Mike Li (forensics tech)
- Madison Smith (groom)
- Britney Katelyn Miller (bride)
- Brian McCaig (dad)
- Kennedi Clements (en) (girl)

- La victime est Scott Hayward (Greyston Holt), un chauffeur de limousine.
- Le tueur est Ben Crewson (Scott Michael Campbell), un agent des douanes.

### Épisode 4:Malchance
- Canada : 3 mars 2013 sur CTV

- Canada : 0,93 million de téléspectateurs[6]

- Liane Balaban (Sarah Muller)
- Dylan Neal (Shawn Mitchell)
- Lilah Fitzgerald (Amy Muller)
- G. Michael Gray (Rick Muller)
- Chelah Horsdal (Deana Mitchell)
- Sean Owen Roberts (Derek Crane)
- Peter Kelamis (Jack Carlin)
- Peter Jenkins (Bert Malek)
- Derek Green (Craig Norton)
- Marilyn Norry (homeless woman)
- Don Mackay (Mr. Stanley Ashburn)
- Peter New (Martin Kane)
- Gregory Taven (amorous man)
- Lee Tomaschefski (amorous woman)

- La victime est Shawn Mitchell (Dylan Neal), un avocat.
- Le tueur est Sarah Muller (Liane Balaban), une caissière.

### Épisode 5:Sans regret
- Canada : 10 mars 2013 sur CTV
- France : 13 août 2018 sur France 2

- Canada : 0,84 million de téléspectateurs[3]
- France : 2,66 millions de téléspectateurs

- Molly Parker (Chloé Myton)
- Camille Sullivan (Lila Bergin)
- Cameron Bancroft (Jack Bergin)
- Irene Karas (Heather Grant)
- Paula Giroday (Shelley)
- Ryan Bruce (store clerk)
- Jerry Wasserman (Hugh Victor)
- Patricia Drake (Dr Jillian Anders)
- Yee Jee Tso (Michael Park)
- Malik McCall (uniformed officer)

- La victime est Jack Bergin (Cameron Bancroft), le représentant d'une marque bio.
- Le tueur est Chloé Myton (Molly Parker), une vendeuse dans un magasin de vêtements.

### Épisode 6:Dérapage incontrôlé
- Canada : 14 mars 2013 sur CTV[7]
- France : 13 août 2018 sur France 2

- Canada : 0,81 million de téléspectateurs[3]
- France : 2,46 millions de téléspectateurs

- Aidan Devine (Barry Ketchum)
- Tammy Gillis (Claudia Powell)
- David Julian Hirsh (Eric Chase)
- Kyra Zagorsky (Ronnie Chase)
- Janet Kidder (Melinda McKay)
- Gabriel LaBelle (Chad Chase)
- Darcy Laurie (Mike the bartender)
- Michael Benyaer (Stuart Newendyke)
- Josette Jorge (Vanessa)
- Jorgito Vargas Jr. (Davis Soo)
- Curtis Talon (host)
- David Perez (computer sketch artist)
- Max Boateng (crime scene tech)

- La victime est Eric Chase (David Julian Hirsh), le responsable d'une agence hypothécaire.
- Le tueur est Barry Ketchum (Aidan Devine), un policier originaire de Toronto.

### Épisode 7:Une nouvelle vie
- Canada : 21 mars 2013 sur CTV
- France : 13 août 2018 sur France 2

- Canada : 1,20 million de téléspectateurs[8]

- Svetlana Efremova (Monika Harper/Djerica Simonovic)
- Chance Kelly (Hank Cousineau)
- Anthony Shim (Eddie)
- Adrian Hough (Desmond Harper)
- Seth Isaac Johnson (Phillip Harper)
- Aiden Finn (Bosnian kid)
- Debbie Timuss (mother)
- Marc Anthony Massiah (social services worker)
- Lindsay Collins (Nurse Jude)
- Kaaren Dezilva (Celeste)
- Ava Gil (child no. 1)
- Stephen Miller (Captain Brady)

- La victime est Hank Cousineau (Chance Kelly), un ancien soldat.
- Le tueur est Monika Harper (Svetlana Efremova), un médecin d'origine tchèque.

### Épisode 8:Vengeance
- Canada : 28 mars 2013 sur CTV

- Canada : 1,06 million de téléspectateurs[9]

- John Pyper-Ferguson (Charles Stanwyck)
- Sarah-Jane Redmond (Nancy Stanwyck)
- Alex Arsenault (Taylor Hollis)
- Neelam Khabra (Sunita Rand)
- Raoul Bhaneja (en) (Vijay Rand)
- Jacob Tremblay (Riley Stanwyck)
- Michael Adamthwaite (Milo Kranc)
- Tim Zhang (buddy)
- Robert Weiss (Garrick Frobisher)
- Todd Thomson (Greg)

- La victime est Taylor Hollis (Alex Arsenault), un étudiant.
- Le tueur est Charles Stanwyck (John Pyper-Ferguson), un ouvrier du bâtiment.

### Épisode 9:Amateurs d'art
- Canada : 4 avril 2013 sur CTV

- Canada : 1,01 million de téléspectateurs[10]

- Mary Pat Gleason (Marion Rieder)
- Nicholas Carella (Owen Rieder)
- Hilary Jardine (Julia Conrad)
- Kimberley Sustad (Katie)
- Alessandro Juliani (Serge Bisson)
- Ecstasia Sanders (Gretchen Stiles)
- Nimet Kanji (Mrs. Morton)
- Fane Tse (police officer)
- Jordon Navratil (police officer no. 1)

- La victime est Julia Conrad (Hilary Jardine), une employée dans une galerie d'art.
- Le tueur est Marion Rieder (Mary Pat Gleason), une vieille dame.

### Épisode 10:Ange déchu
- Canada : 25 avril 2013 sur CTV
- France : 20 août 2018 sur France 2

- Canada : 0,83 million de téléspectateurs[3]
- France : 2,52 millions de téléspectateurs

- Dustin Milligan (Felix Hausman)
- Andrea Menard (Jean Baget)
- Tony Nardi (Father Noel Barnett)
- Jeb Beach (Terry Rose)
- Haig Sutherland (Father Heslop)
- Gabe Khouth (Clive the butcher)
- Eli Goree (Graeme the caretaker)
- Leanne Lapp (Correne)
- Jordana Largy (Rita Sopressa)
- Josh Kalender (Mario Sopressa)
- Glynis Davies (Sophie Lalonde)
- Marcel Maillard (Kryztof Woz)
- Steve Makaj (guard)

- La victime est Noël Barnett (Tony Nardi), un prêtre catholique.
- Le tueur est Felix Hausman (Dustin Milligan), un homme qui vient de perdre son travail.

### Épisode 11:Deux frères
- Canada : 2 mai 2013 sur CTV
- France : 20 août 2018 sur France 2

- France : 2,29 millions de téléspectateurs

- Jarod Joseph (Joey Mason)
- Mayko Nguyen (Beth Mason)
- Adrian Holmes (Mark « Machine » Mason)
- Peter Benson (Tony Manning)
- Primo Allon (Carl « The Cobra » Gordon)
- Raquel Riskin (Claire Patkau)
- Marcus Hondro (Mr. Beaumont)
- George Tchortov (Ricky « Bam Bam » Perez)
- Style Dayne (Tyler « Push-Ups » Switzer)
- Paul Lazenby (customer)
- James Tyce (uniform)
- Melanie Walden (uniform no. 2)
- Winson Won (CSI technician)
- Kelly Konno (boxercise instructor)

- La victime est Mark Mason (Adrian Holmes), un ancien champion de boxe.
- Le tueur est Joey Mason (Jarod Joseph), son frère en fauteuil roulant.

### Épisode 12:David et Goliath
- Canada : 9 mai 2013 sur CTV
- France : 20 août 2018 sur France 2

- France : 1,67 million de téléspectateurs

- Carly Pope (Sonia Brauer)
- Patrick Gilmore (Ian Brauer)
- Matthew MacCaull (Brendan Kendall)
- Anna Galvin (Dr Hillary Byrnes)
- Alistair Abell (Gord McNally)
- Andrew Airlie (Jimmy Ramsay)
- Claire Smithies (Corrine)
- Ross Noble (Gary)
- Catherine Michaud (Felicia)
- Kevan Ohtsji (head of security)
- Nick Hunnings (Randy Kitch)
- Catherine Barroll (Linda Kendall)

- La victime est Brendan Kendall (Matthew MacCaull), un assistant de direction dans une entreprise.
- Le tueur est Sonia Brauer (Carly Pope), une employée dans une agence de voyages.

### Épisode 13:Acquitté
- Canada : 16 mai 2013 sur CTV
- France : 20 août 2018 sur France 2

- Canada : 0,84 million de téléspectateurs[11]

- Chris Mason (Cameron Radcliffe)
- Amanda Tapping (Dr Kate Robbins)
- Grayson Gabriel (Nathan Conroy)
- Jake Croker (young man no. 1)
- Zach Martin (young man no. 2)
- Andre Tricoteux (bouncer)
- Jaime Callica (club guy)
- Doug Chapman (Bryce Conroy)
- Joanne Wilson (Jennifer Conroy)
- Alison Wandzura (Amanda Holmes)
- Brent Stait (Uncle Dave)
- Matt Hamilton (unit sergeant)

- La victime est Nathan Conroy (Grayson Gabriel), un adolescent de 17 ans.
- Le tueur est Cameron Radcliffe (Chris Mason), un ouvrier.